# Hydriomena argentata
Hydriomena argentata är en fjärilsart som beskrevs av Loberbauer 1953. Hydriomena argentata ingår i släktet Hydriomena och familjen mätare. Inga underarter finns listade i Catalogue of Life.